# Goniwilk-Las
Goniwilk-Las es un pueblo de Polonia, en Mazovia. Se encuentra en el distrito (Gmina) de Żelechów, perteneciente al condado (Powiat) de Garwolin. Se encuentra aproximadamente a 9 km al noreste de Żelechów, 13 km al sureste de Garwolin, y a 69 km al sureste de Varsovia. 
Entre 1975 y 1998 perteneció al voivodato de Siedlce.